# 下庫拉納赫
下库拉纳赫（羅馬化：Nizhniy Kuranakh）是俄罗斯萨哈共和国的市级镇，属阿尔丹区，位于大库拉纳赫河畔，在区行政中心阿尔丹北偏东方、共和国首府雅库茨克西南方向。
该地2021年人口有5,306人；2010年人口5,901；2002年人口7,027；1989年人口8,190。